# Trò chơi năm 2003
Trang này liệt kê các board game, trò chơi thẻ bài, wargame, trò chơi mô hình thu nhỏ, và trò chơi nhập vai tabletop xuất bản năm 2003.  Đối với trò chơi điện tử, xem Trò chơi điện tử năm 2003.

## Trò chơi phát hành hoặc phát minh năm 2003
- .hack//ENEMY
- Alhambra
- Amun-Re
- Attika
- Attack!
- Beyblade Trading Card Game
- Break the Safe
- Carcassonne: The Castle
- Coloretto
- Crash! The bankrupt game
- Crimson Skies
- Dead Inside (trò chơi nhập vai)
- Deliria (trò chơi nhập vai)
- Diana: Warrior Princess (trò chơi nhập vai)
- Diceland - Extra Space
- Diceland - Ogre
- Diceland - Space
- Don't Quote Me
- Dungeons & Dragons Miniatures Game
- EABA (hệ thống trò chơi nhập vai)
- Epic Armageddon
- Europe Engulfed
- FATE (hệ thống trò chơi nhập vai)
- A Game of Thrones (board game)
- Ghettopoly
- The Great Pacific War
- Gunfight in the Valley of Tears, ngày 9 tháng 10 năm 1973
- The HellGame
- Horus Heresy
- Huzzah!
- Inou Tsukai (trò chơi nhập vai)
- Lunar Rails
- Mare Nostrum
- Marvel Universe Roleplaying Game
- Munchkin Fu
- My Life with Master (trò chơi nhập vai)
- Neopets Trading Card Game
- Neuroshima (trò chơi nhập vai)
- Ninja Burger
- No Middle Ground
- One False Step for Mankind
- Orpheus (trò chơi nhập vai)
- Ophidian 2350
- Panzer Grenadier: Edelweiss
- Panzer Grenadier: Semper Fi! Guadalcanal
- Rag'narok
- Savage Worlds
- Spycraft (trò chơi nhập vai)
- Stargate SG-1 Roleplaying Game
- Stoner Fluxx
- Strange Synergy
- Timelords  (Phiên bản CORPS và EABA của trò chơi nhập vai)
- Vanished Planet
- Warcraft: The Roleplaying Game
- WarCry
- WARMACHINE
- YINSH
- Yu Yu Hakusho Trading Card Game
- Zendo

## Giải thưởng trò chơi được trao năm 2003
- International Gamers Award: Hammer of the Scots
- Origins Vanguard Award 2002: Diceland
- Spiel des Jahres: Alhambra
- Games: New England

## Sự kiện lớn liên quan đến trò chơi năm 2003
- Tạp chí Games chọn Magic: The Gathering vào danh sách Hall of Fame của họ.
- Chris Moneymaker giành giải thưởng 2,5 triệu đô la Mỹ trong World Series of Poker.

## Chết
| Ngày       | Tên          | Tuổi | Chức vụ                                                            |
| ---------- | ------------ | ---- | ------------------------------------------------------------------ |
| 10 tháng 2 | Paul Randles | 37   | Nhà thiết kế board game và trò chơi thẻ bài                        |
| 5 tháng 8  | Don Turnbull | 66   | Nhà thiết kế trò chơi nhập vai, nổi tiếng khi làm việc với TSR, UK |